# سیاره تلکس
«سیاره تلکس» (به انگلیسی: Planet Telex) نام آهنگی از گروه آلترنیتیو راک انگلیسی ردیوهد است که در سال ۱۹۹۵ منتشر شد.نام اصلی آهنگ سیاره زیراکس (به انگلیسی: Planet Xerox) بود اما به این دلیل که زیراکس نام ثبت شده شرکت ثبت اطلاعات است و به دلیل مشکلات کپی رایت ردیوهد از این نام صرفنظر کرد.
این تنها آهنگ آلبوم خمش‌ها است که در دوره ضبط آلبوم نوشته شد (بقیه آهنگ‌ها قبلاً نوشته شده‌بودند و فقط دوباره اجرا شدند.)آهنگ شبی ضبط شد که گروه بعد از مصرف مقدار زیادی الکل به استودیوی ضبط برگشتند و تام یورک در هنگام خواندن آهنگ از شدت مستی بر روی زمین آهنگ را خواند.
سیاره تلکس نسبت به دیگر آهنگ‌های ردیوهد بیشترین تعداد ریمیکس را دارد و بعضی فکر می‌کنند که ردیوهد با استفاده بیشتر از کیبورد و فضاسازی‌های مخصوصی با صدا قصد القا کردن فضای آلبوم بعدی را داشته است. از شروع این قطعه به عنوان صدای پیش‌زمینه در برنامه رادیویی/تلویزیونی کیو در شبکه سی‌بی‌اس استفاده می‌شود.در این برنامه در حالی که ژیان قمیشی میزبان ایرانی‌تبار برنامه یک تک‌گویی را اجرا می‌کند آهنگ آغاز به پخش می‌کند.

## لیست آهنگ‌ها

### سی‌دی اول
1. High and Dry
2. Planet Telex
3. Maquiladora
4. Planet Telex" (Hexidecimal Mix)

### سی‌دی دوم
1. Planet Telex
2. High and Dry
3. Killer Cars
4. Planet Telex